# Marcio Pauliki
Marcio Adriano Pauliki (Ponta Grossa, 29 de agosto de 1972) é um empresário do setor varejista, comunicação e construção civil. Presidente do CDL (Câmara de Dirigentes Lojistas) entre 1999 a 2021. Presidente ACIPG (Associação Comercial e Industrial de Ponta Grossa) entre 2010 a 2012. Presidente Instituto Mundo Melhor entre 2012 a 2014.  deputado estadual do Paraná exercendo a Presidência da Comissão de Indústria e Comércio da ALEP entre 2015 a 2018. Suplente de deputado federal entre 2019 a 2022. Exerce o cargo de CEO do Grupo MM desde 2023 

## Vida pessoal
Descendente de ucranianos, é filho de Jeroslau Pauliki e Cirlei Simão Pauliki. Nasceu em Ponta Grossa em 1972.
É formado em administração de empresas pela Universidade Estadual de Ponta Grossa. É especialista em marketing pela London University em Londres, Inglaterra, além de especialista em administração pela Berkeley University em São Francisco, Califórnia, Estados Unidos e especialista em gestão empresarial pela Fundação Getulio Vargas.
Casado com Fabia Valério Pauliki, tem duas filhas , Maria Eduarda e Mariana. Desde 2023 exerce a função de CEO do Grupo MM, uma das maiores empresas de varejo do Brasil com mais de 200 lojas e faturamento acima de 1 bilhão de reais 

## Vida Pública
Foi presidente do PDT em Ponta Grossa e em 2012 candidatou-se a prefeito no mesmo município.
Foi eleito para ocupar seu primeiro cargo público nas eleições de 2014. Obteve 62.762 votos, sendo o candidato mais votado de sua coligação.
Em março 2018 ingressou no Solidariedade (SD), assumindo a direção do partido no estado.
Foi candidato a deputado federal em 2018, recebeu 67 mil votos,  ficando na primeira suplência da coligação. Hoje não está filiado a nenhum partido político   